# ターシャ・ダンバース
ターシャ・ダンバース（Natasha De'Anka 'Tasha' Danvers、1977年9月19日 - ）は、イギリスの陸上競技選手。400mハードルを得意とする選手で、2008年北京オリンピックの銅メダリストである。ランベス・ロンドン特別区出身。

## 経歴
ダンバースは、南カリフォルニア大学在学中は、パシフィック・テン・カンファレンスの100mハードルや走高跳などで数多くのタイトルを獲得していた。1999年にはセビリアの世界選手権の400mハードルに出場したが予選で敗退。2000年にはシドニーオリンピックに出場、決勝に進出し8位となっている。オリンピック翌年の2001年のユニバーシアードでは金メダルを獲得している。
2002年には、コモンウェルスゲームズで7位、ヨーロッパ選手権でも7位という成績を残している。ダンバースは、翌2003年にコーチと結婚している。
2004年はオリンピックイヤーであったが、ダンバースは出産のため出場することができなかった。これに対し、ダンバースに対し批判が寄せられ、もう競技に復帰しないのではないかとささやかれたが、2006年に競技に復帰。同年のコモンウェルスゲームズでは、2003年世界チャンピオンのヤナ・ローリンソンに次いで銀メダルを獲得。また、ヨーロッパ選手権では7位となっている。
2007年の大阪で開催された世界選手権では、4回目の世界選手権で初めて決勝に進出。8位となっている。
ダンバースは、2008年、シーズン当初はアキレス腱の故障と太ももの肉離れのため不調であった。英国選手権では自己ベストよりはるかに悪い57秒00で2位に終わる。しかし、ダンバースは、優勝したシェイクス・ドレイトンに代わり北京オリンピック代表として選出される。これに対し、多くの批判的な意見が寄せられた。
北京の決勝レースでは、ダンバースは7レーンを走り、ホームストレートに入ってきたところでジャマイカのメレーン・ウォーカー、アメリカのシーナ・トスタに次いで、3位に位置していた。最後、後方から追い上げられるも3位をキープし、自己ベストとなる53秒84で銅メダルを獲得した。

## 自己ベスト
- 400m - 52秒89 (2008年)
- 100mハードル - 12秒96 (2003年)
- 400mハードル - 53秒84 (2008年)
- 走高跳 - 1m82 (1998年)

## 主な実績
| 年   | 大会                   | 場所                         | 種目         | 結果      | 記録      |
| ---- | ---------------------- | ---------------------------- | ------------ | --------- | --------- |
| 1998 | コモンウェルスゲームズ | クアラルンプール(マレーシア) | 400mハードル | 5位       | 56秒39    |
| 1999 | 世界陸上選手権         | セビリヤ(スペイン)           | 400mハードル | 6位（q）  | 56秒22    |
| 2000 | オリンピック           | シドニー(オーストラリア)     | 400mハードル | 8位       | 55秒00    |
| 2000 | オリンピック           | シドニー(オーストラリア)     | 4×400mリレー | 6位       | 3分25秒67 |
| 2001 | 世界陸上選手権         | エドモントン(カナダ)         | 400mハードル | 4位（q）  | 56秒36    |
| 2001 | 世界陸上選手権         | エドモントン(カナダ)         | 4×400mリレー | 5位       | 3分26秒94 |
| 2001 | ユニバーシアード       | 北京(中国)                   | 400mハードル | 1位       | 54秒94    |
| 2002 | コモンウェルスゲームズ | マンチェスター(イギリス)     | 400mハードル | 7位       | 1分27秒12 |
| 2002 | ヨーロッパ陸上選手権   | ミュンヘン(ドイツ)           | 400mハードル | 7位       | 56秒93    |
| 2003 | 世界陸上選手権         | パリ(フランス)               | 400mハードル | 7位（sf） | 55秒48    |
| 2003 | 世界陸上選手権         | パリ(フランス)               | 4×400mリレー | 6位       | 3分26秒67 |
| 2006 | コモンウェルスゲームズ | メルボルン(オーストラリア)   | 400mハードル | 2位       | 55秒17    |
| 2006 | コモンウェルスゲームズ | メルボルン(オーストラリア)   | 4×400mリレー | -         | DQ        |
| 2006 | ヨーロッパ陸上選手権   | イェーテボリ(スウェーデン)   | 400mハードル | 7位       | 55秒56    |
| 2007 | 世界陸上選手権         | 大阪(日本)                   | 400mハードル | 8位       | 54秒94    |
| 2008 | オリンピック           | 北京(中国)                   | 400mハードル | 3位       | 53秒84    |

- sfは準決勝、qは予選